# Josy Stoffel
Joseph "Josy" Stoffel  (* 27. Juni 1928 in Differdange, Luxemburg; † 9. März 2021) war ein Luxemburger Gerätturner. Der 16-fache luxemburgische Mehrkampfmeister nahm an fünf Olympischen Spielen (1948, 1952, 1956, 1960 und 1964), vier Welt- und sechs Europameisterschaften teil, konnte jedoch lediglich eine internationale Medaille erringen: Bronze im Sprung bei den Europameisterschaften 1955. Mit fünf Olympiateilnahmen ist Stoffel Rekordhalter für Luxemburg.
1957 und 1960 wurde er zum Luxemburger Sportler des Jahres gewählt, drei weitere Male wurde er Zweiter bei der Wahl. 1957 wurde er zudem Luxemburger Vizemeister im Stabhochsprung.
Während und nach seiner aktiven Turnerzeit war Stoffel Trainer, 1955–65 für die belgische Nationalmannschaft, 1965–74 als Luxemburger Nationaltrainer.
Seine Frau Yvonne Stoffel-Wagener (1931–2014) war ebenfalls erfolgreich im Gerätturnen; sie nahm 1960 an den Olympischen Spielen teil.